# National Invitational Volleyball Championship
Il National Invitational Volleyball Championship è un torneo universitario di pallavolo femminile degli Stati Uniti d'America: vi partecipano 32 squadre non qualificate al torneo di NCAA Division I.

## Albo d'oro
| Dal 1989 al 1990 la competizione è denominata Women's Invitational Volleyball Championship |                  |                     |               |
| 1989 Dettagli                                                                              | Wisconsin        | Boise State         | -             |
| 1990 Dettagli                                                                              | Houston          | CSU Northridge      | -             |
| Dal 1991 la competizione è denominata National Invitational Volleyball Championship        |                  |                     |               |
| 1991 Dettagli                                                                              | Kentucky         | Notre Dame          | -             |
| 1992 Dettagli                                                                              | Washington State | Bowling Green State | -             |
| 1993 Dettagli                                                                              | Louisiana State  | Baylor              | -             |
| 1994 Dettagli                                                                              | CSU Northridge   | San José State      | -             |
| 1995 Dettagli                                                                              | Wisconsin        | CSU Sacramento      | -             |
| 1996-16                                                                                    | Non disputato    | Non disputato       | Non disputato |
| 2017 Dettagli                                                                              | Mississippi      | Texas Tech          | -             |
| 2018 Dettagli                                                                              | Iowa State       | Tulane              | -             |
| 2019 Dettagli                                                                              | Georgia Tech     | South Dakota        | -             |
| 2020                                                                                       | Non disputato    | Non disputato       | Non disputato |
| 2021 Dettagli                                                                              | UN Las Vegas     | Valparaiso          | -             |
| 2022 Dettagli                                                                              | Boston College   | Drake               | -             |
| 2023 Dettagli                                                                              | Wichita State    | Texas El Paso       | -             |

## Palmarès
| Squadra          | Titolo | Stagione   |
| ---------------- | ------ | ---------- |
| Wisconsin        | 2      | 1989, 1995 |
| Houston          | 1      | 1990       |
| Kentucky         | 1      | 1991       |
| Washington State | 1      | 1992       |
| Louisiana State  | 1      | 1993       |
| CSU Northridge   | 1      | 1994       |
| Mississippi      | 1      | 2017       |
| Iowa State       | 1      | 2018       |
| Georgia Tech     | 1      | 2019       |
| UN Las Vegas     | 1      | 2021       |
| Boston College   | 1      | 2022       |
| Wichita State    | 1      | 2023       |